# Limnophila (Limnophila) subjucunda
Limnophila (Limnophila) subjucunda is een tweevleugelige uit de familie steltmuggen (Limoniidae). De soort komt voor in het Australaziatisch gebied.